# Orvišník

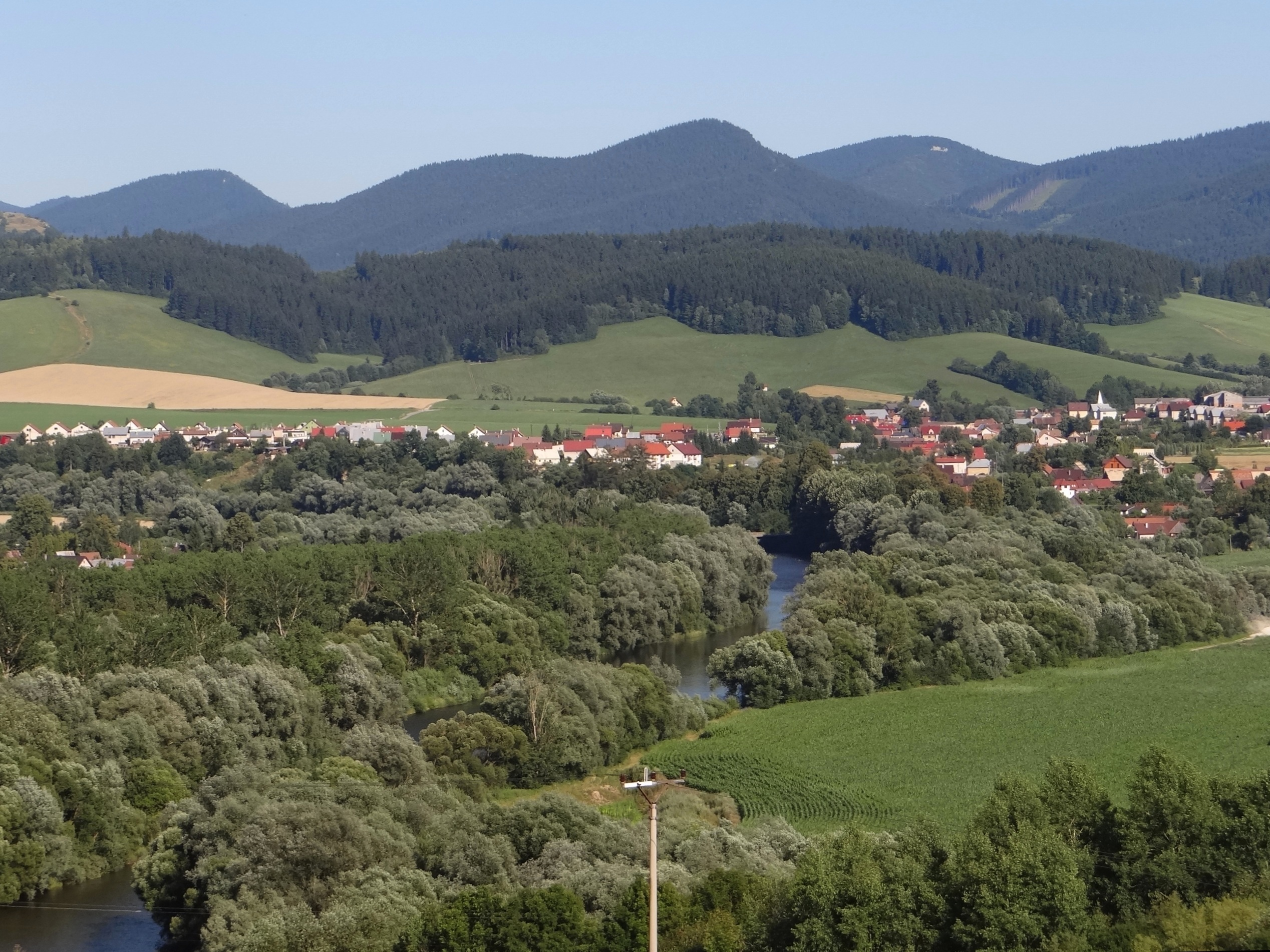
Ujście Orvišník do Orawy. Z tyłu Góry Choczańskie

Orvišník – potok na Słowacji, prawy dopływ rzeki Orawa.  Ma długość 7,6 km i jest ciekiem IV rzędu. Najwyżej położone źródła ma na wysokości około 1020 m na zachodnich stokach szczytu Kľúč (1144 m) w jednym z grzbietów Minčola w Magurze Orawskiej. Spływa w południowo-wschodnim kierunku doliną, której górna część ma nazwę Zadná dolina, a dolna Predná dolina. Uchodzi do Orawy w miejscowości Veličná na wysokości około 460 m
.
Górna część doliny Orvišník jest częściowo zalesiona, częściowo zajęta przez pola i łąki miejscowości  Veličná; te ostatnie podchodzą aż pod grzbiet nad górna częścią doliny (ponad 1000 m n.p.m.). Dolna część jest całkowicie bezleśna i wzdłuż koryta potoku zabudowana.